# Museu de Arte Contemporânea da Estónia

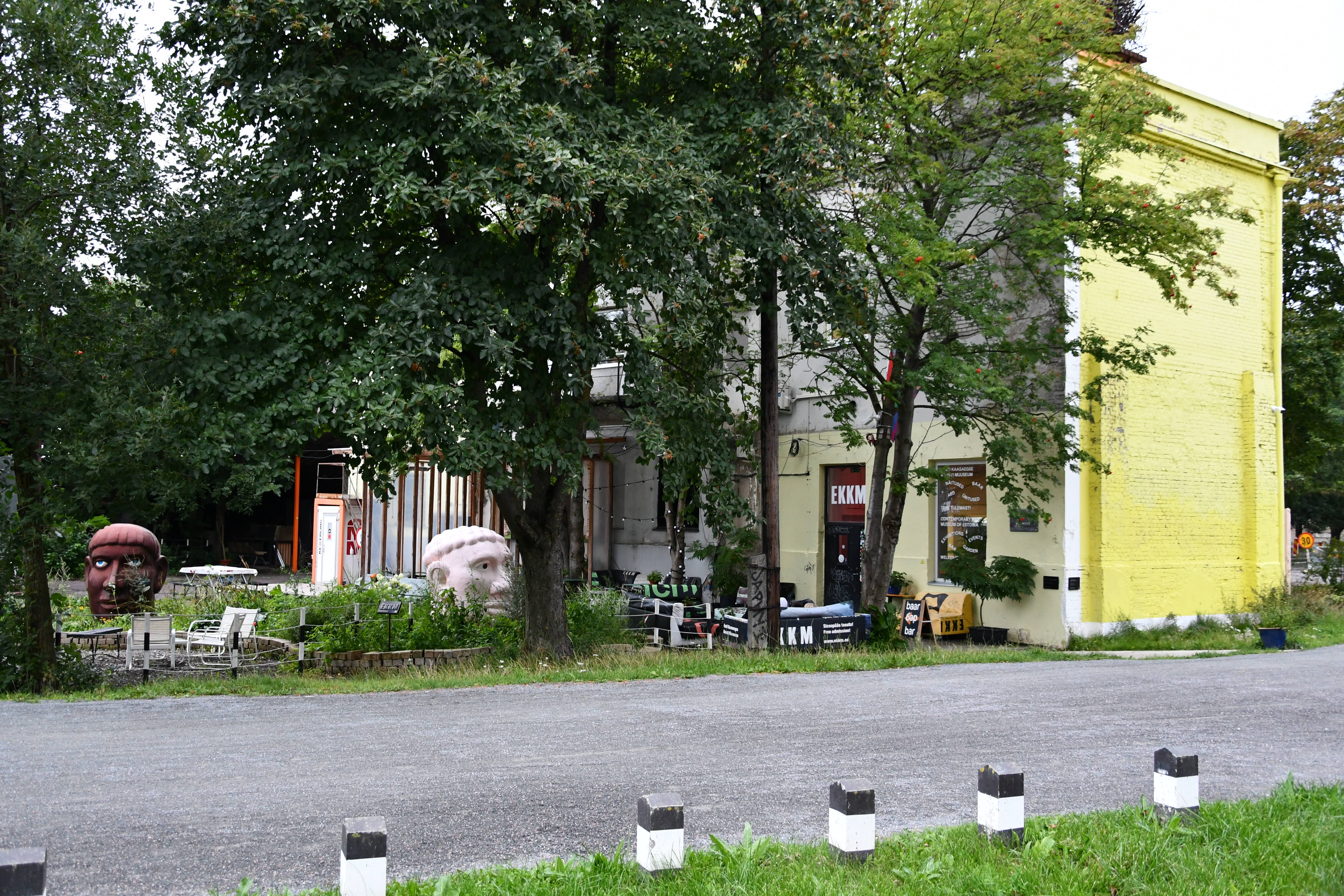
Museu de Arte Contemporânea da Estónia

O Museu de Arte Contemporânea da Estónia (em estoniano:  Eesti Kaasaegse Kunsti Muuseum, abreviado como EKKM) é um museu de arte contemporânea em Tallinn, na Estónia. O EKKM foi fundada em 2006 por Anders Härm, Elin Kard, Neeme Külm e Marco Laimre. O edifício, parte de uma usina de aquecimento desactivada, foi ocupado e legalizado em 2009. Desde 2016 o EKKM é liderado por Marten Esko e Johannes Säre. Em 2011, o EKKM fundou o prêmio de arte Köler Prize.